# Lex Ovinia
La lex Ovinia, también llamada Plebiscitum Ovinium, fue una ley romana, iniciativa del concilio de la plebe para transferir el poder de revisar el censo de los miembros del Senado romano (la lectio senatus) de los cónsules a los censores. Los censores, a partir de entonces, serían los encargados de realizar el censo senatorial hasta la época imperial.
Limitaba la elección de los senadores a los exmagistrados curules (lex Ovinia de senatus lectione). También permitía a los censores decidir sobre la entrada de cualquier magistrado recién elegido al Senado. Los plebeyos podían llegar hacer senadores Dado que estos ya ocupaban numerosas magistraturas, su número en el Senado probablemente aumentó rápidamente.
Aunque los patricios no reconocieron la validez del Plebiscitum Ovinium, sin embargo, no intentaron evitar que la lectio senatus fuera llevada a cabo por los censores en lugar de por los cónsules.

## Datación
Se sabe que Apio Claudio Ceco en 312 a. C., fue elegido censor con Cayo Plaucio Deciano, sin haber sido previamente cónsul, por lo que la ley debía de haber sido aprobada anteriormente, pero no mucho antes porque los censores del 319 a. C. retiraron a un hombre de su tribu, pero no del Senado.
Por tanto, sería presentada y votada alrededor del 318 a. C., formando parte de la tendencia favorable a la causa plebeya, y siguiendo a la lex Publilia Philonis de 339 a. C. que requería que uno de los dos censores fuese plebeyo.